# Maniho otagoensis
Maniho otagoensis is een spinnensoort uit de familie Desidae. De soort komt voor in Nieuw-Zeeland.